# Kurai tokoro de machiawase
Kurai tokoro de machiawase (暗いところで待ち合わせ?), noto anche con il titolo internazionale Waiting in the Dark, è un film del 2006 scritto e diretto da Tengan Daisuke.

## Trama
Un ragazzo proveniente dalla Cina, Akihiro Aishi,  viene accusato dell'omicidio di Toshio Matsunaga, un collega che praticava ripetutamente mobbing nei suoi confronti sul luogo di lavoro. Per sfuggire alla cattura si nasconde nell'abitazione di  Michiru Honma, una ragazza cieca che dopo la morte del padre ha progressivamente iniziato a isolarsi dal mondo. La giovane inizialmente non si accorge della presenza di Akihiro, ma con il tempo i due hanno modo di fare conoscenza: Michiru riesce così ad accettare la propria condizione e ad affrontare serenamente il futuro, e anche Akihiro – dopo la cattura del vero colpevole, una ragazza che aveva illuso con la prospettiva di un matrimonio per poi tradirla – ritrova il sorriso, convinto che entrambi potranno «sbocciare come fiori» e trovare realmente la felicità.

## Distribuzione
In Giappone la pellicola ha goduto di una distribuzione nazionale a cura della Phantom Film, a partire dal 25 novembre 2006.